# ادجوير رود (محطة مترو أنفاق لندن)
إيجوير رود (بالإنجليزية: Edgware Road)‏ هي إحدى محطات مترو أنفاق لندن. تقع على خط بيكرلو، هامرسميث وسيتي وديستريكت وسيركيل أفتتحت في المنطقة (Zone) رقم 1 أفتتحت في 1 أكتوبر 1863، وخط بيكاديلي في 15 يونيو 1907.